# Killing Is My Business... and Business Is Good!
Killing Is My Business... and Business Is Good! é o álbum de estreia da banda americana de thrash metal Megadeth, lançado no Reino Unido em 14 de maio de 1985 pela Music for Nations e nos EUA em 12 de junho de 1985 pela Combat Records.
No início de 1985, a banda recebeu US$ 8.000 da Combat para gravar e produzir seu álbum de estreia. A banda foi forçada a demitir seu produtor original e produzir o álbum sozinha, após gastar metade do orçamento do álbum com drogas, álcool e comida. Apesar da produção fraca, o álbum foi um trabalho bem recebido, obtendo ótimas críticas em diversas publicações musicais. 
"Killing Is My Business... and Business Is Good!" desempenhou um papel essencial no estabelecimento do thrash metal como um autêntico subgênero do heavy metal. Ele explora temas de morte, ocultismo e violência.
O álbum apresenta a faixa "Mechanix", uma música que o vocalista Dave Mustaine tocaria com o Metallica durante sua gestão na banda, e um cover controverso da música de 1965 "These Boots Are Made for Walkin'". Uma edição deluxe, completamente remixada e remasterizada com várias faixas bônus, foi lançada pela Loud Records em 5 de fevereiro de 2002. Ela apresenta uma arte muito diferente, com sua capa baseada na versão originalmente desenhada por Mustaine em 1985. Todas as músicas do álbum foram tocadas com frequência durante a turnê inicial do Megadeth, mas foram gradualmente retiradas do repertório desde então, exceto "Mechanix". Uma nova versão remasterizada do álbum chamada Killing Is My Business... and Business Is Good! - The Final Kill foi lançada em 8 de junho de 2018, que inclui uma versão de "These Boots" com vocais regravados, refeitos para combinar com a versão de Lee Hazlewood.

## Antecedentes
Originalmente, Dave Mustaine era o guitarrista principal do Metallica. No entanto, devido à bebida, abuso de substâncias, comportamento violento e conflitos de personalidade com os colegas de banda James Hetfield e Lars Ulrich, Mustaine acabou sendo demitido da banda. Dois meses após ser demitido do Metallica, Mustaine conheceu o baixista David Ellefson e juntos formaram o Megadeth em Los Angeles. Mustaine mais tarde lembrou: "Depois de ser demitido do Metallica, tudo que me lembro é que eu queria sangue. Deles. Eu queria ser mais rápido e mais pesado do que eles." Alimentado pelo desejo de vingança, Mustaine elevou a intensidade da música do Megadeth para desafiar sua antiga banda. Ele acelerou músicas existentes, como "Mechanix", que a nova formação do Metallica adaptou para o ritmo mais lento "The Four Horsemen". Mustaine incluiu sua versão original da música no álbum para "endireitar o Metallica", já que o Metallica se referiu a Mustaine como um bêbado e disse que ele não sabia tocar guitarra.
Depois de passar por vários vocalistas, incluindo Lor Kane, Billy Bonds e John Cyriis, Mustaine decidiu cuidar das funções vocais sozinho, enquanto também servia como letrista principal da banda, compositor principal e co-guitarrista principal e rítmico. O Megadeth gravou uma fita demo de três músicas no início de 1984 intitulada "Last Rites", projetada por Karat Faye, e lançou em 9 de março de 1984. Com base na demo, a banda foi convidada a assinar com a gravadora independente Combat Records, de Nova Iorque, em novembro de 1984.
No início de 1985, o Megadeth recebeu US$ 8.000 (US$ 23.323 em 2024) da Combat para gravar e produzir seu álbum de estreia. No entanto, isso não foi suficiente, e a banda recebeu mais US$ 4.000 (US$ 11.661 em 2024). Em vez disso, a maior parte do orçamento foi gasta em drogas, álcool e comida, levando o grupo a demitir o produtor original e produzir o disco eles mesmos. Chris Poland contestou essa versão. O álbum foi gravado com sucesso no Indigo Ranch Studios, em Malibu, Califórnia.

## Música e letras
De acordo com o escritor Peter Buckley, o disco apresentou um heavy metal mais rápido, "mais thrash". Steve Huey, da AllMusic, opinou que a música em Killing Is My Business... and Business Is Good! é predominantemente "caótica", acompanhada por seções solo "rápidas como um raio". Mike Stagno, da Sputnikmusic, disse que a prensagem original sofreu muito com a produção ruim, o que tornou o disco difícil de ouvir. No entanto, ele observou que a música é executada em alta velocidade, com riffs precisos de Poland e Mustaine. Em seu livro Mean Deviation: Four Decades of Progressive Heavy Metal, o editor Jeff Wagner escreveu que o álbum exibia ritmos incomuns e riffs de guitarra pouco ortodoxos, que eram carregados "como um trem desgovernado". Falando sobre a intensidade do disco, Ellefson disse que "velocidade extrema era considerada o fator legal no thrash metal naquela época". Embora Ellefson considere o álbum como uma estreia sólida, ele queria que algumas das músicas fossem gravadas em um ritmo mais lento.
O álbum explora temas líricos sombrios, como morte, violência e ocultismo. Falando sobre os temas do álbum, o autor Bob Larson afirmou que o Megadeth "produz canções sobre derramar sangue e pisotear entranhas com raiva venenosa". O título do álbum, assim como suas letras, levaram a acusações de que a banda estava promovendo o satanismo. Essas alegações foram rigidamente negadas por Mustaine, que disse que a banda se manteve conscientemente longe da imagem satânica. "Quer dizer, é ótimo bater e bater, se cortar, gritar e se divertir, mas você não precisa adotar uma atitude pagã. Por que apoiar o Diabo? Ele já está lá. Eu prefiro apenas bater e ser um metaleiro e ouvir o que eu quiser do que ser forçado a ouvir um estilo de música."

## Canções
A faixa de abertura do álbum, "Last Rites/Loved to Death", consiste em duas partes. A primeira parte, "Last Rites", é um instrumental com uma introdução de piano, que é uma reinterpretação da Tocata e Fuga em Ré Menor de J.S. Bach. Mustaine explicou que "Loved to Death" era sua "versão de uma canção de amor" para sua namorada na época. A faixa-título foi inspirada na história em quadrinhos The Punisher e fala sobre um assassino de aluguel. A música causou uma pequena controvérsia na mídia quando um homem postou um pedido online para uma estação de rádio tocar a melodia, dizendo que era "boa música para enlouquecer e matar um monte de pessoas". O homem foi posteriormente preso sob suspeita de iniciar um potencial tiroteio. "The Skull Beneath the Skin" descreve graficamente uma tortura humana horrenda, ao mesmo tempo em que investiga o ocultismo e a magia negra. Mustaine disse que a criação de Vic Rattlehead foi explicada ao longo da faixa. "Rattlehead", de acordo com Dave Mustaine, foi dedicado ao mascote da banda e seus fãs.
"Looking Down the Cross" foi escrita por Mustaine em 1983 sob o título provisório de "Speak No Evil". A música fala sobre a tentação de Jesus Cristo, usando metáforas e imagens religiosas. "Chosen Ones" foi parcialmente inspirada por Tim, o Encantador, do filme Monty Python e o Cálice Sagrado. "Mechanix" foi originalmente escrita por Mustaine antes de sua passagem pelo Metallica. Ele tocaria a música com eles durante seu tempo na banda e, após sua saída, a música e as letras foram modificadas para criar "The Four Horsemen". Liricamente, "Mechanix" é sobre fazer sexo em um posto de gasolina.
O álbum apresenta o primeiro de muitos covers realizados pelo Megadeth: uma versão speed metal do clássico de Nancy Sinatra "These Boots Are Made for Walkin'", com letras alteradas por Mustaine. Isso gerou controvérsia, pois em 1995, o autor original da música, Lee Hazlewood, "se ofendeu" com a letra reescrita e solicitou que a música fosse removida ou então correria o risco de ser processada. A música foi removida de todas as prensagens lançadas posteriormente e, em 2002, o álbum foi relançado com uma versão modificada da música: as letras alteradas foram censuradas porque Hazlewood não havia dado permissão à banda para lançar o cover em sua versão original.
Nas notas do encarte da reedição do álbum de 2002, Mustaine foi "fortemente crítico de Hazlewood", observando que Hazlewood recebeu royalties por vários anos antes de questionar. Em 2018, a música foi lançada com a letra original de Lee Hazlewood na versão remixada e remasterizada de Killing Is My Business... and Business Is Good!

## Arte da capa
A arte do álbum, apresentando uma caveira de plástico com "papel alumínio e ketchup", não era para ser a arte original. A arte pretendida foi inspirada nos Três Macacos Sábios; Mustaine desenhou o esboço original e pediu ao seu amigo Peyton Tuttle para pintar uma versão dele; esta versão inicial foi usada em produtos do Megadeth. Tanto Mustaine quanto Ellefson tiveram muitas conversas telefônicas com a Combat Records para obter a arte da capa reproduzida adequadamente a partir de um esboço dado a eles por Mustaine de uma imagem do mascote do Megadeth, Vic Rattlehead, na capa. No entanto, o estúdio perdeu a arte e, em vez disso, fez sua própria substituição improvisada, com a qual Mustaine e toda a banda ficaram mortificados. A Metal Hammer a incluiu em sua lista das "50 capas de álbuns de rock e metal mais hilariantes e feias de todos os tempos".

## Tour promocional
O Megadeth começou com apresentações ao vivo antes do lançamento do disco. Embora não fosse um membro da banda, Kerry King do Slayer tocou guitarra por um curto período porque Mustaine ainda não havia recrutado um guitarrista em tempo integral. Em meados de 1985, o grupo iniciou uma turnê promovendo o álbum Killing Is My Business... com a banda Exciter. Durante a turnê, o guitarrista Chris Poland deixou a banda abruptamente e foi substituído pelo guitarrista Mike Albert. No entanto, Poland voltou ao Megadeth em outubro de 1985 e permaneceu com a banda após a turnê do próximo álbum.

## Lançamento
O álbum foi lançado em 12 de junho de 1985. Até hoje, continua sendo o único álbum do Megadeth que não entrou nas paradas da Billboard 200, principalmente porque foi lançado por uma gravadora independente com pouca promoção. No entanto, o álbum ainda se tornou um dos lançamentos mais vendidos da Combat Records. Mais tarde naquele ano, a Capitol Records assinou com o Megadeth quando eles começaram a trabalhar em seu segundo álbum, Peace Sells... but Who's Buying?, lançado no ano seguinte.
Uma edição limitada de Killing Is My Business... and Business Is Good! foi lançada em 2002. A capa desta versão foi redesenhada para combinar com o esboço original de Mustaine, e a música "These Boots" foi adicionada novamente, com "bleeps" extras no lugar das seções reescritas. Mais de 254.000 cópias do álbum foram vendidas nos Estados Unidos desde o início da era Nielsen SoundScan.

### Remasterização de 2018
Em abril de 2018, foi anunciado que o álbum seria remixado e remasterizado novamente, com Mark Lewis remixando o álbum e Ted Jensen remasterizando-o. Intitulado Killing Is My Business... and Business Is Good! - The Final Kill, a reedição deluxe apresenta novas capas de álbum, novas mixagens e masters do álbum original, uma nova versão de "These Boots" com as letras originais de Lee Hazlewood, as demos originais de 1984 apresentadas no remix de 2002 e faixas ao vivo recém-descobertas provenientes de fitas VHS encontradas no sótão de Dave Mustaine, bem como uma "performance" anteriormente desconhecida de Samuelson. A nova remasterização foi lançada em 8 de junho de 2018.

## Recepção crítica
| Críticas profissionais        | Críticas profissionais |
| Avaliações da crítica         | Avaliações da crítica  |
| Fonte                         | Avaliação              |
| ----------------------------- | ---------------------- |
| AllMusic                      | [ 20 ]                 |
| Classic Rock                  | [ 46 ]                 |
| Drowned in Sound              | 8/10                   |
| KNAC                          | [ 25 ]                 |
| Louder than War               | 8/10                   |
| Metal Hammer                  | [ 49 ]                 |
| Q                             | [ 50 ]                 |
| Rock Hard                     | 9/10                   |
| The Rolling Stone Album Guide | [ 52 ]                 |
| Sputnikmusic                  | [ 21 ]                 |

Killing Is My Business... and Business Is Good! recebeu críticas em sua maioria positivas, não apenas de revistas voltadas para o metal, mas também da grande imprensa. Colin Larkin, escrevendo na Encyclopedia of Popular Music, chamou o álbum de uma "explosão feroz de thrash metal de alta energia", enfraquecida por uma produção fraca. Da mesma forma, Steve Huey da AllMusic observou que o álbum é "tão cru quanto o Megadeth consegue ser". No entanto, Huey notou que os riffs e composições não foram completamente desenvolvidos e chamou os vocais de Mustaine de "amadores na melhor das hipóteses".
Adrien Begrand do PopMatters rejeitou a gravação original, mas elogiou o relançamento, escrevendo que o álbum "dispara em um ritmo furioso". De acordo com ele, o disco influenciou muito o gênero heavy metal nas duas décadas seguintes. O membro da equipe do Sputnikmusic Mike Stagno concordou com os elogios à remasterização, dizendo que o som "distorcido" do lançamento original foi substituído por uma produção mais clara. Mesmo assim, ele opinou que o álbum ainda manteve o som "thrash" característico da banda durante esse período. Mark Marsh do Drowned in Sound recomendou a música "para pessoas que a querem alta, rápida e brutal". Em uma análise retrospectiva para a KNAC, Frank Meyer disse que o álbum colocou o Megadeth na vanguarda da cena heavy metal no início dos anos 1980 e o creditou por abrir caminho para a chegada do thrash metal. O CMJ New Music Report elogiou o jogo de palavras "magistral" de Mustaine e chamou o disco de representante da "era de ouro do speed metal".

## Faixas
Todas faixas foram escritas por Dave Mustaine, exceto "These Boots" por Lee Hazlewood.
| Lado um |                                                   |         |  |
| N.º     | Título                                            | Duração |  |
| 1.      | "Last Rites / Loved to Deth"                      | 4:38    |  |
| 2.      | "Killing Is My Business... And Business Is Good!" | 3:05    |  |
| 3.      | "The Skull Beneath the Skin"                      | 3:46    |  |
| 4.      | "These Boots"                                     | 3:44    |  |

| Lado dois      |                          |         |  |
| N.º            | Título                   | Duração |  |
| 5.             | "Rattlehead"             | 3:42    |  |
| 6.             | "Chosen Ones"            | 2:54    |  |
| 7.             | "Looking Down the Cross" | 5:01    |  |
| 8.             | "Mechanix"               | 4:20    |  |
| Duração total: | Duração total:           | 31:10   |  |

| Re-lançamento 2002 |                                                   |         |  |
| N.º                | Título                                            | Duração |  |
| 1.                 | "Last Rites / Loved to Deth"                      | 4:38    |  |
| 2.                 | "Killing Is My Business... And Business Is Good!" | 3:05    |  |
| 3.                 | "The Skull Beneath the Skin"                      | 3:46    |  |
| 4.                 | "Rattlehead"                                      | 3:42    |  |
| 5.                 | "Chosen Ones"                                     | 2:54    |  |
| 6.                 | "Looking Down the Cross"                          | 5:01    |  |
| 7.                 | "Mechanix"                                        | 4:20    |  |
| 8.                 | "These Boots" (censurada)                         | 3:44    |  |
| 9.                 | "Last Rites/Loved to Deth" (demo)                 | 4:16    |  |
| 10.                | "Mechanix" (demo)                                 | 3:59    |  |
| 11.                | "The Skull Beneath the Skin" (demo)               | 3:11    |  |
| Duração total:     | Duração total:                                    | 42:36   |  |

## Créditos e pessoal
Os créditos de produção e performance são adaptados das notas do encarte do álbum.

#### Megadeth
- Dave Mustaine - Vocal, guitarra e piano em "Last Rites/Loved to Death"
- Chris Poland - Guitarra
- David Ellefson - Baixo, vocal de apoio
- Gar Samuelson - Bateria e tímpanos em "Rattlehead"
- Lee Rauch ou Samuelson (pouco claro) – Bateria (apenas demos)[55]

#### Produção
- Produzido e mixado por Dave Mustaine e Karat Faye
- Co-produzido pelo Megadeth
- Pré-produção por Jay Jones

#### Remix e remasterização de 2002
- Mixado por Bill Kennedy
- Pro Tools por Chris Vrenna
- Masterizado por Tom Baker

#### Remix e remasterização deThe Final Kill 2018
- Mixado por Mark Lewis (faixas 1–8)
- Masterizado por Ted Jensen

## Tabels Musicais

#### EdiçãoThe Final Killde 2018
| Tabela (2018)                          | Posição |
| -------------------------------------- | ------- |
| Australian Albums (ARIA)               | 84      |
| Bélgica (Ultratop Flandres)            | 79      |
| Bélgica (Ultratop Valônia)             | 119     |
| Greek Albums Chart                     | 48      |
| Alemanha (Offizielle Deutsche Charts)  | 35      |
| Japanese Albums Chart (Oricon)         | 35      |
| Escócia (Official Scottish Albums)     | 36      |
| Espanha (PROMUSICAE)                   | 93      |
| Reino Unido (UK Rock & Metal Albums)   | 3       |
| Estados Unidos (Billboard 200)         | 169     |
| Estados Unidos (Top Hard Rock Albums)  | 14      |
| Estados Unidos (Top Rock Albums)       | 32      |
| Estados Unidos (Top Tastemaker Albums) | 5       |
|                                        |         |